# リオブランコ郡 (コロラド州)
リオブランコ郡（リオブランコぐん、英: Rio Blanco County）は、アメリカ合衆国コロラド州の北西部に位置する郡である。2010年国勢調査での人口は6,666人であり、2000年の5,986人から11.4％増加した。面積ではコロラド州の郡で第6位である。郡庁所在地はミーカー（人口2,475人）であり、同郡で人口最大の町でもある。郡名は郡内を流れるホワイト川のスペイン語によるものである。

## 地理
アメリカ合衆国国勢調査局に拠れば、郡域全面積は3,222.91平方マイル (8,347.3 km2)であり、このうち陸地は3,220.97平方マイル (8,342.3 km2)、水域は1.94平方マイル (5.0 km2)で水域率は0.06％である。

### 隣接する郡
- モファット郡 - 北
- ラウト郡 - 北東、東
- ガーフィールド郡 - 南
- ユインタ郡 (ユタ州) - 西

## 人口動態
以下は2000年の国勢調査による人口統計データである。
| 基礎データ - 人口: 5,986人 - 世帯数: 2,306 世帯 - 家族数: 1,646 家族 - 人口密度: 1人/km2（2人/mi2） - 住居数: 2,855軒 - 住居密度: 0軒/km2（1軒/mi2） 人種別人口構成 - 白人: 95.01% - アフリカン・アメリカン: 0.18% - ネイティブ・アメリカン: 0.77% - アジア人: 0.28% - その他の人種: 2.02% - 混血: 1.74% - ヒスパニック・ラテン系: 4.94% 年齢別人口構成 - 18歳未満: 26.5% - 18-24歳: 9.2% - 25-44歳: 27.5% - 45-64歳: 25.6% - 65歳以上: 11.2% - 年齢の中央値: 38歳 - 性比（女性100人あたり男性の人口） - 総人口: 101.9 - 18歳以上: 101.6 | 世帯と家族（対世帯数） - 18歳未満の子供がいる: 35.6% - 結婚・同居している夫婦: 60.1% - 未婚・離婚・死別女性が世帯主: 7.8% - 非家族世帯: 28.6% - 単身世帯: 24.8% - 65歳以上の老人1人暮らし: 8.7% - 平均構成人数 - 世帯: 2.50人 - 家族: 2.98人 収入と家計 - 収入の中央値 - 世帯: 37,711米ドル - 家族: 44,425米ドル - 性別 - 男性: 38,125米ドル - 女性: 19,940米ドル - 人口1人あたり収入: 17,344米ドル - 貧困線以下 - 対人口: 9.6% - 対家族数: 6.7% - 18歳未満: 11.6% - 65歳以上: 10.4% |

## 都市と町
- ミーカー - 郡庁所在地
- ラングレー

## 国有林と原生地
- ラウト国立の森
- ホワイト川国立の森
- フラットトップス原生地

## 景観道路
- ダイノソー・ダイヤモンド古生代ハイウェイ国立景観側道
- フラットトップス・トレイル景観側道